# Sternhöhe (Informatik)
Die Sternhöhe ist ein Begriff aus der Theoretischen Informatik. Sie gibt zu einem regulären Ausdruck das Maximum aller verschachtelten Anwendungen des Kleene-Stern-Operators an.

## Definition
Die Sternhöhe {\displaystyle \operatorname {sh} (r)} eines regulären Ausdrucks r über einem endlichen Alphabet A ist rekursiv definiert als
{\displaystyle \operatorname {sh} (\emptyset )=0}
{\displaystyle \operatorname {sh} (\varepsilon )=0}
{\displaystyle \operatorname {sh} (x)=0\quad \forall x\in A}
{\displaystyle \operatorname {sh} (v\cdot w)=\max(\operatorname {sh} (v),\operatorname {sh} (w))} für alle regulären Ausdrücke {\displaystyle v,w}
{\displaystyle \operatorname {sh} (v|w)=\max(\operatorname {sh} (v),\operatorname {sh} (w))} für alle regulären Ausdrücke {\displaystyle v,w}
{\displaystyle \operatorname {sh} (v^{\star })=\operatorname {sh} (v)+1} für alle regulären Ausdrücke {\displaystyle v}
Darauf aufbauend ist die Sternhöhe {\displaystyle \operatorname {sh} (L)} einer regulären Sprache {\displaystyle L} definiert als das Minimum aller Sternhöhen {\displaystyle n}, für das ein regulärer Ausdruck {\displaystyle r\in L} mit {\displaystyle \operatorname {sh} (r)=n} existiert.

## Sternhöhenproblem
Das Sternhöhenproblem behandelt die Frage, ob es eine maximale Sternhöhe gibt, also ob ein {\displaystyle n} mit {\displaystyle \operatorname {sh} (L)\leq n} für alle regulären Sprachen {\displaystyle L} über einem festen Alphabet {\displaystyle A} existiert. Falls ein solches {\displaystyle n} nicht existiert, lässt sich dann die Sternhöhe einer regulären Sprache algorithmisch bestimmen?
Beide Fragen sind mittlerweile beantwortet. Im Jahre 1963 konnte L. C. Eggan zeigen, dass ein solches {\displaystyle n} nicht existiert, indem er für jedes {\displaystyle n\geq 0} eine Sprache {\displaystyle L_{n}} mit {\displaystyle \operatorname {sh} (L)=n} konstruierte. Kosaburo Hashiguchi stellte 1988 einen Algorithmus vor, mit dem sich zu einer gegebenen regulären Sprache {\displaystyle L} die Sternhöhe {\displaystyle \operatorname {sh} (L)} bestimmen lässt.

## Verallgemeinerte Sternhöhe
Die verallgemeinerte (oder auch generalisierte) Sternhöhe {\displaystyle \operatorname {gsh} (r)} ist analog zur Sternhöhe definiert, allerdings nicht über regulären Ausdrücken, sondern über verallgemeinerten regulären Ausdrücken, welche zusätzlich zu den normalen Operatoren direkt die Komplementierung ({\displaystyle \neg }) erlauben. Es gilt also:
{\displaystyle \operatorname {gsh} (\emptyset )=0}
{\displaystyle \operatorname {gsh} (\varepsilon )=0}
{\displaystyle \operatorname {gsh} (x)=0\quad \forall x\in A}
{\displaystyle \operatorname {gsh} (\lnot v)=\operatorname {gsh} (v)} für alle verallgemeinerten regulären Ausdrücke {\displaystyle v}
{\displaystyle \operatorname {gsh} (v\cdot w)=\max(\operatorname {gsh} (v),\operatorname {gsh} (w))} für alle verallgemeinerten regulären Ausdrücke {\displaystyle v,w}
{\displaystyle \operatorname {gsh} (v|w)=\max(\operatorname {gsh} (v),\operatorname {gsh} (w))} für alle verallgemeinerten regulären Ausdrücke {\displaystyle v,w}
{\displaystyle \operatorname {gsh} (v\cap w)=\max(\operatorname {gsh} (v),\operatorname {gsh} (w))} für alle verallgemeinerten regulären Ausdrücke {\displaystyle v,w}
{\displaystyle \operatorname {gsh} (v^{\star })=\operatorname {gsh} (v)+1} für alle verallgemeinerten regulären Ausdrücke {\displaystyle v}
Analog ist die verallgemeinerte Sternhöhe {\displaystyle \operatorname {gsh} (L)} einer regulären Sprache {\displaystyle L} definiert. Beispielsweise hat die Sprache {\displaystyle L(\Sigma ^{*})} die Sternhöhe 1, während dieselbe Sprache wegen {\displaystyle L(\Sigma ^{*})=L(\neg \emptyset )} die verallgemeinerte Sternhöhe 0 hat.

## Verallgemeinertes Sternhöhenproblem
Das verallgemeinerte Sternhöhenproblem ist analog zum Sternhöhenproblem definiert, aber im Gegensatz zu diesem noch unbeantwortet. Zwar gibt es reguläre Sprachen {\displaystyle L} mit {\displaystyle \operatorname {gsh} (L)=1}, zum Beispiel die Sprache {\displaystyle {\mathcal {L}}((aa)^{*})}. Offen ist aber noch die Frage, ob auch eine reguläre Sprache {\displaystyle L} mit {\displaystyle \operatorname {gsh} (L)\geq 2} existiert.